# Marco Polo (Raumsonde)
Marco Polo war eine im Rahmen des ESA-Programms Cosmic Vision vorgeschlagene Raumfahrtmission, die eine Probe von einem erdnahen Objekt zur Erde bringen sollte. Erdnahe Objekte sind Asteroiden oder Kometen, die nahe an die Erde kommen. Sie sind Überbleibsel aus der Entstehungszeit des Sonnensystems. Ihre Eigenschaften im Detail zu untersuchen wird erlauben, die Entstehung und Entwicklung des Sonnensystems besser zu verstehen.
Da es sich bei diesem Projekt um eine Zusammenarbeit mit der japanischen Raumfahrtagentur Japan Aerospace Exploration Agency (JAXA) handelt, wurde es nach Marco Polo benannt, der als einer der ersten Europäer gute Beziehungen zu Asien aufbaute.

## Geschichte
Das Projekt wurde von März bis April 2008 von der ESA in einer internen Studie untersucht. Auf Grund dieser Studie wurde Marco Polo mit fünf weiteren Projekten aus 50 eingereichten Anträgen für die weitere Entwicklung ausgewählt.
Zwischen Juni 2008 und bis Sommer 2009 wurden drei parallele Industriestudien durchgeführt. Im Herbst 2009 wurde die Anzahl der verfolgten Projekte weiter auf drei reduziert (Euclid, PLATO und Solar Orbiter). Marco Polo wurde nicht ausgewählt.
2010 sollte eine kostenreduzierte Variante unter dem Namen MarcoPolo-R neu eingereicht werden. Eine Entscheidung der ESA wurde im Februar 2011 getroffen und die Mission wird weiter studiert werden.

## Wissenschaftliche Ziele
Das Hauptziel der Mission war es, eine Probe von einem primitiven erdnahen Objekt zur Erde zu bringen.
Im Wesentlichen mit bodengestützten Analysen dieser Proben, aber auch durch vor-Ort-Untersuchungen des Asteroiden oder Kometen, hätten die folgenden detaillierten wissenschaftlichen Fragen beantwortet werden können:
1. Was waren die Ausgangsbedingungen und die Entwicklungsgeschichte des solaren Nebels?
2. Was waren die Eigenschaften der Bausteine der terrestrischen Planeten?
3. Wie haben wichtige Ereignisse (z. B. Agglomeration, Aufwärmung) die Geschichte der Planetesimale (also der Bausteine von Planeten) beeinflusst?
4. Ist prä-solares Material in primitiven Objekten enthalten, das bisher noch nicht in Meteoriten gefunden wurde?
5. Was sind die organischen Bestandteile von primitiven Materialien?
6. Wie können organische Materialien in primitiven Objekten Licht auf die Frage werfen, wie lebenspendende Moleküle im Universum entstanden sind?
7. Welche Rolle spielen Einschläge von erdnahen Objekten beim Ursprung und der Entwicklung der Erde?